# Becquerelia muricata
Becquerelia muricata là một loài thực vật có hoa trong họ Cói. Loài này được (Boeckeler) Nees mô tả khoa học đầu tiên năm 1842.